# Сельцо (Шекснинский район)
Сельцо — деревня в Шекснинском районе Вологодской области.
Входит в состав сельского поселения Домшинского, с точки зрения административно-территориального деления — в Домшинский сельсовет.
Расстояние по автодороге до районного центра Шексны — 20 км, до центра муниципального образования Нестерово — 4 км. Ближайшие населённые пункты — Аннино, Волково, Заречное.
По переписи 2002 года население — 14 человек.